# Liquide fumant de Cadet

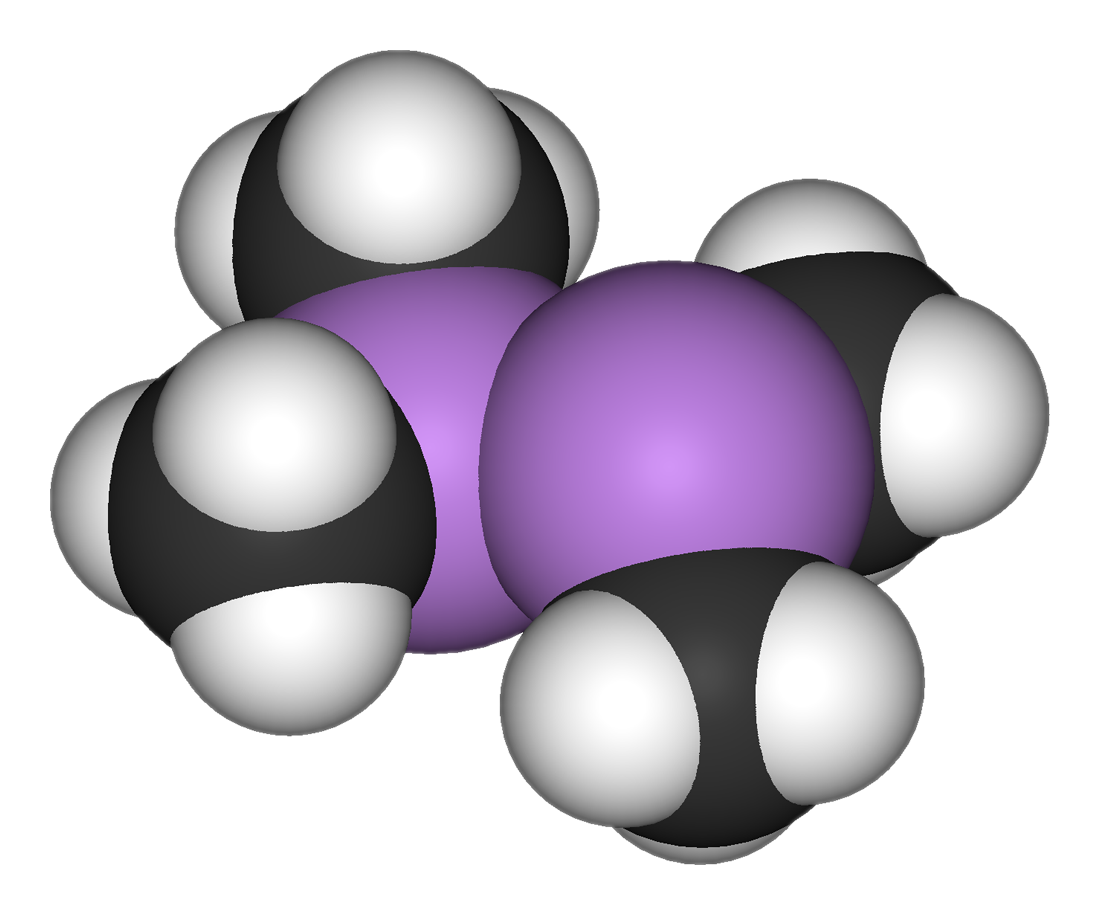
cacodyle

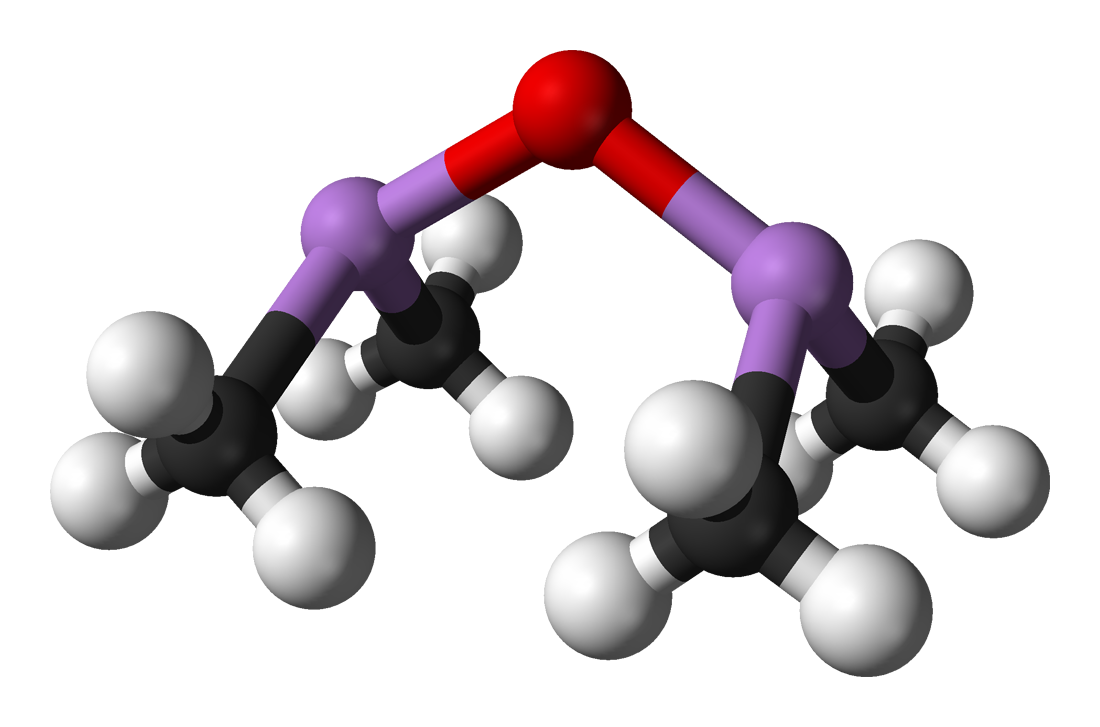
modèle boule et bâton de l'oxyde de cacodyle

Le liquide fumant de Cadet, encore appelé liqueur fumante de Cadet, est le premier composé organométallique à avoir été synthétisé par l'homme. En 1760, le chimiste français Louis Claude Cadet de Gassicourt (1731-1799) synthétise ce liquide rouge par la réaction de l'acétate de potassium avec le trioxyde d'arsenic :
4 KCH3COO + As2O3 → As2(CH3)4O + 4 K2CO3 + CO2
Le liquide contient un mélange d'oxyde de cacodyle et de cacodyle. Ce sont les premières substances organométalliques préparées, ainsi Cadet de Gassicourt peut être considéré comme le père de la chimie organométallique.